# Mário Ferreira
Mário Nuno dos Santos Ferreira est un homme d'affaires portugais né en 1968, entrepreneur dans les secteurs du tourisme, de l'hôtellerie, de l'immobilier et de la photographie, entre autres.
Mário Ferreira a grandi à la vue des navires. Il vivait à Matosinhos et son père travaillait au port de Leixões. À 16 ans, après plusieurs voyages dans des clubs de vacances en Angleterre, il décide d'abandonner ses études et d'aller travailler à Londres. 
Il a commencé comme serveur, mais rapidement Mário Ferreira est passé gérant d'un restaurant très bien fréquenté. Il reçoit plus tard une offre de travail à la Cunard, une des plus grandes sociétés mondiales de croisières. 
Il rencontre une des héritières de la famille Rayford, riche famille Nord-Américaine. Il décide de retourner au Portugal en 1992 et après d'ouvrir un restaurant et de créer la société DouroAzul. L'entrepreneur a 12 bateaux sur le Douro et attend l'arrivée d'un navire-hôtel avec 65 chambres. 
Entre-temps, il a dépensé et a gagné de l'argent dans d'autres affaires. Il a acheté et a revendu le Taylor's o Solar da Rede, Vintage House et le Douro Marina Hotel. Il a plusieurs restaurants et s'est lancé récemment dans la construction de logements d'un million d'euros près du parc de la ville de Porto. L'architecte Souto Moura signe de son œuvre l'édifice. 
Passionné par l'aéronautique, Mário Ferreira s'est senti attiré par les voyages dans l'espace, il est actionnaire de Virgin Galactic. Il effectuera un vol avec Virgin Galactic et entrera dans les premiers touristes spatiaux et par la même occasion sera le premier portugais à aller dans l'espace.

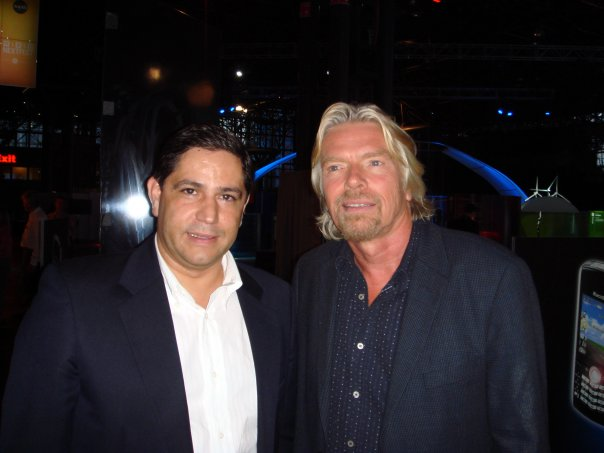
Mário Ferreira et Richard Branson en mars 2009

Le 4 août 2022, il effectue un vol spatial suborbital à bord d'une capsule New Shepard de la compagnie concurrente Blue Origin lors de la mission NS-22, devenant le premier portugais dans l'espace.